# 山武警察署
山武警察署（さんむけいさつしょ）は、千葉県警察が管轄する警察署の一つである。

## 所在地
- 千葉県山武市富田ト1177番地3

## 管轄区域
- 山武市並びに山武郡芝山町（千葉県成田国際空港警察署の管轄区域を除く。）及び横芝光町

## 庁舎概要
本庁舎
- 竣工年 : 1993年
- 延床面積 : 2,089m²
- 構造/規模 : RC造、地上3階

車庫
- 竣工年 : 1993年
- 延床面積 : 424m²
- 構造/規模 : RC造、地上2階

## 沿革
- 1888年（明治21年）4月1日：武射郡松尾村（現在の山武市松尾町松尾）に東金警察署松尾分署を創設
- 1903年（明治36年）4月1日：山武郡成東町へ移転し東金警察署成東分署へ改称
- 1961年（昭和36年）9月15日：成東警察署の新庁舎が落成[1]
- 2006年（平成18年）3月27日：山武市の誕生にともない、千葉県成東警察署から千葉県山武警察署へ改称

## 交番

### 芝山町
- 芝山交番（山武郡芝山町宝馬232-3）

### 横芝光町
- 横芝交番（山武郡横芝光町横芝859-2）

## 駐在所

### 山武市
- 大平駐在所（山武市松尾町広根1182-5）
- 沖渡駐在所（山武市沖渡707-4）
- 白幡駐在所（山武市白幡468-1）
- 豊岡駐在所（山武市松尾町金尾426-1）
- 南郷駐在所（山武市上横地859-1）
- 蓮沼駐在所（山武市蓮沼イ2998-15）
- 埴谷駐在所（山武市埴谷1876-17）
- 日向駐在所（山武市椎崎559-4）
- 松尾駐在所（山武市松尾町松尾52-7）
- 緑海駐在所（山武市松ヶ谷ロ1482-1）

### 芝山町
- 千代田駐在所（山武郡芝山町大里2559）

### 横芝光町
- 大総駐在所（山武郡横芝光町木戸台1929-8）
- 白浜駐在所（山武郡横芝光町木戸4532-1）
- 上堺駐在所（山武郡横芝光町屋形5080-6）
- 東陽駐在所（山武郡横芝光町宮川6018番地44）
- 南条駐在所（山武郡横芝光町芝崎1805-3）
- 日吉駐在所（山武郡横芝光町篠本5158-4）